# Парк Павлова
Парк Павлова (парк имени Павлова, парк имени Михаила Павлова, парк М. Я. Павлова) — парк в Московском районе города Минска.

## Расположение
Парк расположен в юго-западной части Минска, в Московском районе, между микрорайонами Юго-Запад (микрорайон Минска), Малиновка и Брилевичи.
Парк ограничен проспектами Дзержинского, Любимова, улицами Космонавтов, Белецкого, Курганной.
Церемония открытия и присвоения парку имени М. Я. Павлова с участием руководства Минского городского исполнительного комитет, Минского городского Совета депутатов состоялась в день 60-летия Михаила Яковлевича Павлова — 1 сентября 2012 года.
До присвоения имени Павлова парк в народе называли Мухлей.

## Река
В парке находится исток реки Лошица.
Участок реки Лошица, находящийся на территории Парка, в народе называют Мухлей.

## Сооружения
- мост через реку Лошица
- 4 небольших мостика, соединяющих две стороны парка
- памятный знак в честь М. Я. Павлова (при главном входе со стороны проспекта Любимова)
- дорожка для катания на роликовых коньках и велосипедах
- скамейки
- арка
- 2 продуктовых киоска
- спортивные корты
- Памятный знак белорусским космонавтам[1]
- Памятник отцу и сыну
- скульптурные композиции
- детские площадки
- эстрада-амфитеатр
- большой мост, соединяющий две стороны парка

## Изменение формы парка
В 2013—2014 годах в связи с реконструкцией проспекта Дзержинского и строительством Московской линии Минского метрополитена от станции «Петровщина» до станции «Малиновка» несколько раз менялась форма дороги в начальной части улицы Космонавтов (около проспекта Дзержинского). В связи с этим дважды менялись границы парка.
В 2017—2020 годах в парке произведена реконструкция с заменой покрытия, назначения и конфигурации дорожек, заменой светильников, сносом летнего амфитеатра и пр.

## В кино
- Телесериал «Чёрная кровь» (2017)